# 싱하푸라
싱하푸라(산스크리트어: सिंहपुर)는 전설적인 인도 왕 싱하바후가 다스리던 왕국의 수도였다. 비자야 왕자에 관한 불교 전설에도 언급되어 있다.
싱하푸라가 동인도에 있었다고 주장하는 일부 학자들에 의해 싱하푸라의 위치에 대한 논쟁이 일어나고 있다. 니라지 엣 랄에 따르면 싱하푸라는 인도 북서부에 위치하고 있다. 이 도시는 싱할라인의 기원과 싱할라 불교 고대 문헌과 연결되어 있다.

## 전설
마하밤사에 따르면 방가의 왕은 칼링가 왕의 딸과 결혼했다. 이들 부부에게는 수파데비라는 딸이 있었는데, 이 딸은 짐승의 왕과 교미할 것이라고 예언되었다. 성인이 된 수파데비 공주는 독립적인 삶을 추구하며 방가를 떠났다. 그녀는 마가다로 향하는 대상 일행에 합류했지만, 라라(또는 라다) 지역의 숲에서 싱하("사자")의 공격을 받았다. 랄라는 라르흐(방가-칼링가 지역의 한 지역) 또는 라타(오늘날 구자라트주의 일부)로 다양하게 식별된다.
수파데비는 공격 중에 도망쳤지만 다시 사자를 만났다. 사자는 그녀에게 매력을 느꼈고, 예언을 생각하며 그를 애무하기도 했다. 사자는 수파데비를 동굴에 가두었고 그녀와 함께 아들 싱하바후와 딸 싱하시발리를 낳았다. 아이들이 자랄 때 그녀는 자식들과 함께 방가로 탈출했다. 그들은 우연히 수파데비의 사촌이었던 장군을 만났고 나중에 그녀와 결혼했다. 한편 사자는 실종된 가족을 찾기 위해 마을을 파괴하기 시작했다. 방가의 왕은 사자를 죽일 수 있는 사람에게 보상을 발표했다. 싱하바후는 보상을 받기 위해 자신의 아버지를 죽였다. 싱하바후가 수도로 돌아올 무렵 방가의 왕은 죽었다. 싱하바후는 장관들에 의해 새로운 왕으로 선포되었지만 나중에 왕권을 어머니의 남편인 장군에게 넘겼다. 그는 자신의 고향인 라라로 돌아가 싱하푸라라는 도시를 세웠다.
싱하바후는 그의 여동생 싱하시발리와 결혼했으며 그 부부는 16쌍의 쌍둥이 형태로 32명의 아들을 두었다. 비자야는 그 중 장남이었고 그의 쌍둥이 수미타가 뒤를 이었다. 비자야와 그의 추종자들은 시민들에 대한 폭력 행위로 인해 싱하푸라에서 추방되었다. 망명 기간 동안 그들은 현재의 스리랑카에 도착하여 탐바판니 왕국을 세웠다. 한편 싱하푸라에서는 수미타가 그의 아버지를 이어 왕이 되었다. 상속자가 없는 비자야가 랑카에서 죽기 전에 그는 수미타에게 편지를 보내 랑카로 와서 새 왕국을 다스릴 것을 요청했다. 수미타는 나이가 너무 많아서 랑카로 갈 수 없었기 때문에 대신 막내아들 판두바스데바를 보냈다.

## 역사성
마하밤사는 싱하푸라가 랄라에서 설립되었다고 언급하지만 랄라의 정확한 위치는 언급하지 않는다. 비자야 왕자의 전설이 반역사적이라고 믿는 학자들은 전설적인 싱하푸라를 인도의 여러 현대 장소와 동일시하려고 노력해 왔다.
한 이론에 따르면 싱하푸라는 칼링가에 있었다. 심하푸라("사자 도시"의 또 다른 변형)라는 도시는 마타라, 피트루바크타 및 바시슈타 왕조 동안 칼링가 지역의 수도였다. 세 명의 칼링가 왕(칸다바르만, 우마바르만, 아난타 사크티바르만)의 비문은 심하푸라에서 발행되었다. 아난타 사크티바르만의 비문은 고문서학적 근거로 볼 때 대략 서기 5세기로 거슬러 올라간다. 역시 약 5세기경의 산스크리트어 비문에는 이 판이 심하푸라시의 사트루다마나데바라는 제후왕이 발행했다고 언급되어 있다. 비문은 안드라프라데시주 스리카쿨람구의 잘루무루 테실에 있는 페다 두감에서 발견되었다. 심하푸라는 서기 12세기 말까지 칼링가 지역 왕국의 수도였다. 스리랑카 왕 니샨카 카말라의 비문에는 그가 1157/8년에 칼링가의 싱하푸라에서 태어났으며 비자야의 후손이라고 명시되어 있다. 그러나 그의 기록은 과장된 과장으로 평가된다.
RC 만줌다르는 칼링가의 수도 심하푸라와 마하밤사의 싱하푸라가 동일했을 수 있지만 "전체 이야기는 너무 전설적이어서 심각하게 고려할 수 없다"라고 언급한다. 싱가푸라를 칼링가의 심하푸라와 동일시하는 사람들조차도 정확한 위치에 대해서는 의견이 다르다. 한 자료는 고대 도시가 안드라 프라데시주 스리카쿨람구 근처의 싱구푸람 마을임을 확인한다. 또 다른 자료에서는 싱하푸라를 오늘날 오디샤주 자즈푸르 근처의 싱푸르 마을과 동일시한다.
만마트 나트 다스 교수는 마하밤사에 따르면, 랄라(그리고 따라서 싱하푸라)는 방가(오늘날의 벵골)에서 마가다(오늘날의 비하르주)로 가는 길에 위치했다고 지적한다. 마하밤사가 맞다면, 이곳들은 비하르주에서 떨어진 벵골의 남쪽에 위치하기 때문에, 오늘날의 오디샤주나 안드라프라데시주에 위치할 수 없었을 것이다. 따라서 그는 마하밤사의 싱하푸라가 칼링가 통치자들의 기록에 언급된 수도와 달랐으며, 아마도 오늘날의 초타 나그푸르 지역에 있었을 것으로 추정한다. S. 크리슈나스와미 아이얀가르 또한 랄라와 싱하푸라가 방가와 마가다를 연결하는 주요 도로에 위치해 있다고 믿었다. 그에 따르면 이 지역은 칼링가 왕국의 일부이거나 국경 근처에 위치해 있었다.
AL 바샴 및 세나라트 파라나비타나와 같은 역사가들은 랄라 왕국이 오늘날 구자라트주의 방가-칼링가 지역에서 멀리 떨어져 있다고 믿는다. 그들에 따르면 싱하푸라는 현재 시호르에 위치했다.
헴 찬드라 라이차우드리에 따르면 싱하푸라는 방가의 라르흐 지역에 있었다. 그는 그것을 오늘날 서벵골주의 싱구르와 동일시한다.
또 다른 학자들은 이 도시가 동남아시아에 있었다고 주장한다. 파라나비타나는 도시가 말라야에 위치했다고 간접적으로 주장했고 로하나디라는 그 도시가 당시 크메르 제국 내에 있었고 나중에 타이 왕국이 통치했던 롭부리 인근에 위치한 싱부리라고 주장했다.